# Фриз из Мшатты

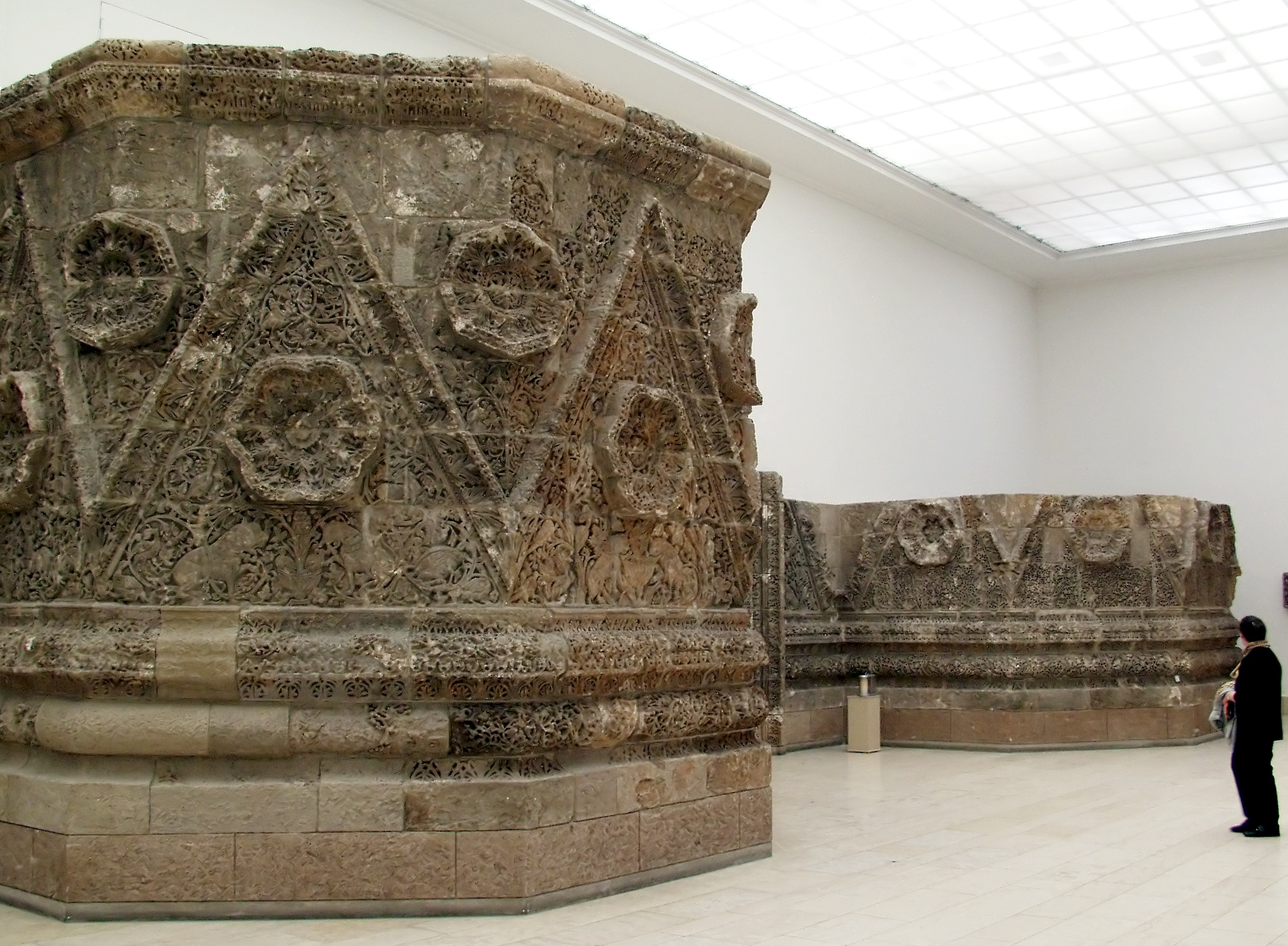
Фриз из Мшатты в Пергамском музее Берлина

Фриз из Мшатты — орнаментальный рельефный фриз середины VIII века, украшавший дворец Мшатту в пустыне Иордании. Руины Мшатты были обнаружены в 30 км к югу от столицы Иордании Аммана в 1840 году. Некоторые фрагменты Мшатты до сих пор хранятся на территории аэропорта Аммана.
Дворец Мшатта предполагалось использовать в качестве зимней резиденции Омейядов. Строительство дворца предположительно началось во время правления халифа Аль-Валида II в 743—744 годах. Его возведение было прекращено после убийства халифа, а через некоторое время недостроенный дворец был разрушен землетрясением. Название «Мшатта» дворцу дали бедуины, оригинальное название не сохранилось.
Из опасений, что ценнейшие руины пойдут на строительство Хиджазской железной дороги, османский султан Абдул-Хамид II преподнёс фриз в подарок кайзеру Вильгельму II. Большая часть фриза из Мшатты прибыла в Берлин в 1903 году и была направлена на хранение в тогда ещё строившийся Музей кайзера Фридриха, ныне Музей Боде. В 1932 году фриз был собран в Пергамском музее. Во время Второй мировой войны фриз из Мшатты получил серьёзные повреждения. Сейчас вместе с «Алеппской комнатой» фриз из Мшатты является самым известным экспонатом Музея исламского искусства в Пергамском музее. Фриз длиной 33 м и высотой 5 м с двумя надвратными башнями представляет собой яркий пример раннего исламского искусства.